# Jan Graczyk
Jan Graczyk (ur. 16 maja 1928, zm. 2005) – polski plastyk amator, rzeźbiarz, twórca Leśnej Galerii Rzeźby, uczestnik powstania warszawskiego.

## Życiorys
Był synem Antoniego i Leokadii. Podczas okupacji niemieckiej w czasie II wojny światowej należał do konspiracji niepodległościowej w ramach Szarych Szeregów. W sierpniu 1944 r. jako strzelec brał udział w powstaniu warszawskim w ramach plutonu 1745 – 10. kompanii – 6 Rejon „Helenów” – VII Obwód „Obroża” Warszawskiego Okręgu Armii Krajowej.
W 1960 r. zakupił skrawek ziemi nad strumieniem zwanym Rokita we wsi Budy Grabskie w Puszczy Bolimowskiej i wiosną 1983 r. urządził tam prywatną galerię znaną jako Leśna Galeria Rzeźby.
Po jego śmierci, w kwietniu 2005 r., opiekę nad Leśną Galerią Rzeźby przejął jego syn Jerzy (ur. 1949), który również jest plastykiem amatorem i zajmuje się malarstwem olejnym, akwarelami, płaskorzeźbą i kompozycjami rzeźbiarsko-malarskimi w drewnie. W 2020 dawna pracownia artysty w Ursusie została przeniesiona do Domu Kultury „Kolorowa”.

## Twórczość i osiągnięcia

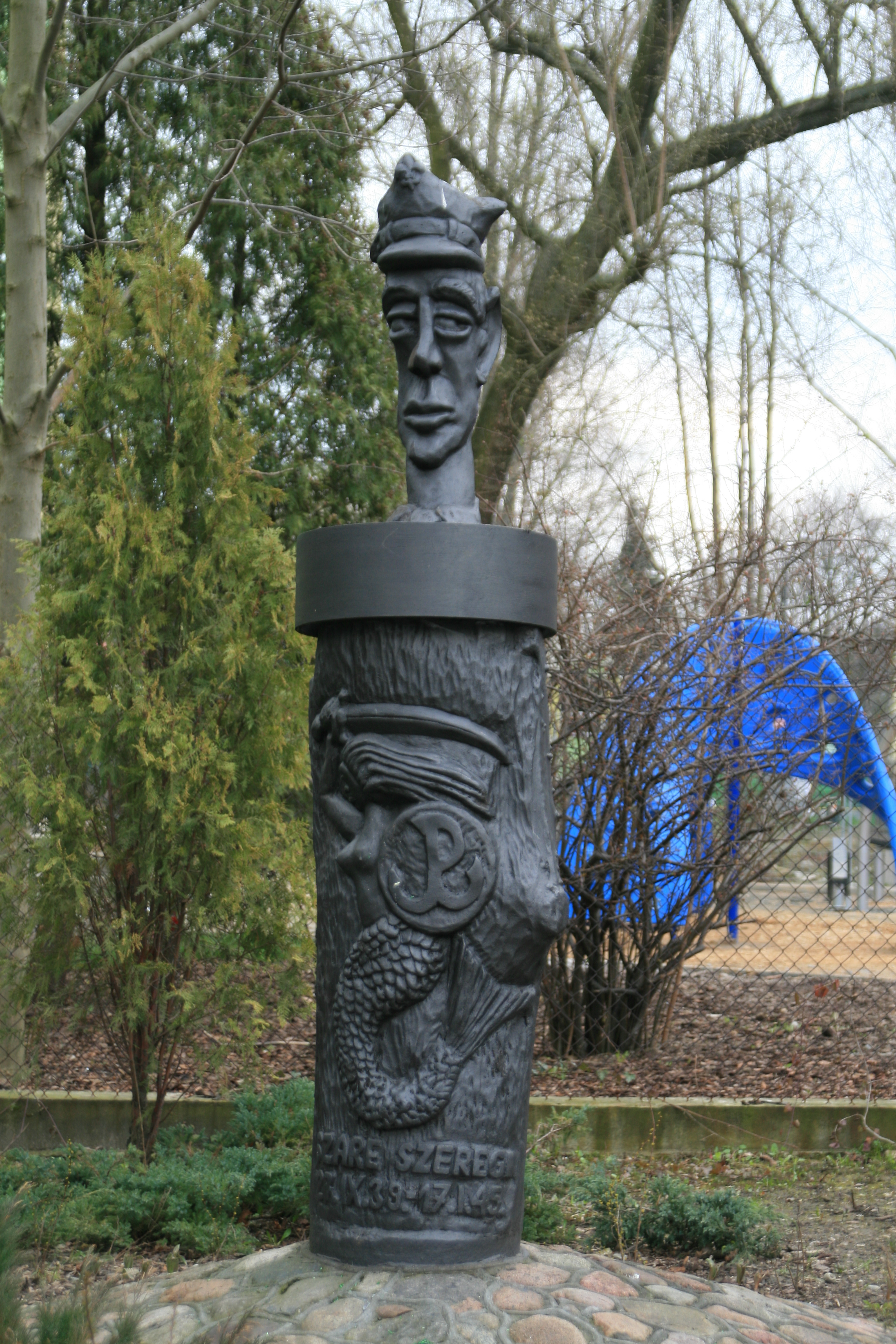
Pomnik Szarych Szeregów w warszawskim Ursusie wykonany według projektu Jana Graczyka

Jan Graczyk od początku lat 60. XX wieku aktywny był jako rzeźbiarz amator zyskując stopniowo uznanie. Swoje prace prezentował na kilkunastu wystawach indywidualnych i zbiorowych. W 1973 jego prace prezentowane były na wystawie indywidualnej w Muzeum Narodowym w Mińsku, w ówczesnym ZSRR. W 1974 jako pierwszy w historii artysta amator zaprezentował swoje prace na wystawie indywidualnej w Galerii Towarzystwa Przyjaciół Sztuk Pięknych – Stara Kordegarda w Warszawie, zaś w wernisażu tejże wystawy wziął udział między innymi wiceminister kultury i sztuki Józef Fajkowski. W 1975 rzeźba diabła autorstwa Jana Graczyka znalazła się w zbiorach Muzeum Diabłów w Kownie. Rzeźby i sylwetka Jana Graczyka wielokrotnie były prezentowane w środkach masowego przekazu krajowych i zagranicznych. Prace autora znajdują się w zbiorach państwowych i prywatnych polskich i zagranicznych: w Wielkiej Brytanii, Belgii, Danii, Francji, Holandii, Indiach, Izraelu, Kanadzie, Meksyku, Niemiec, Norwegii, Szwajcarii, Stanach Zjednoczonych czy Włoszech.
W 1993 roku według projektu Jana Graczyka powstał warszawski Pomnik Szarych Szeregów przy ul. Walerego Sławka w Ursusie.

### Wybrane wystawy indywidualne
- 1972 – Gdynia, Międzynarodowy Klub Morski[15],
- 1972 – Warszawa, Klub Towarzystwa Polsko-Indyjskiego[16],
- 1974 – Warszawa, Galeria TPSP Stara Kordegarda[10][11],
- 1973 – Mińsk, Muzeum Narodowe[9],
- 1976 – Warszawa, Ośrodek Kultury im. Róży Luksemburg Stołeczne BWA[17],
- 1977 – Wilno, Pałac Wystawowy[17],
- 2005 – Łódź, Ogród Botaniczny (wspólna wystawa prac z synem Jerzym)[7],
- 2006 – Warszawa, Galeria Ad-Hoc[18]

### Wybrane wystawy zbiorowe
- 1976 – Kwidzyn, Dom Kultury[17],
- 1976 – Drezno (NRD), Salon Wystawowy[17],
- 1977 – Warszawa, Galeria TPSP Stara Kordegarda[17],

## Wybrane wyróżnienia i odznaczenia
- Warszawski Krzyż Powstańczy[1],
- Krzyż „Za Zasługi dla ZHP” z Rozetą i Mieczami[1],
- Odznaka Zasłużonego Działacza Kultury[1],
- Złota Odznaka Honorowa za Zasługi dla Warszawy[1]